# Маурицијус на Светском првенству у атлетици на отвореном 2023.
Маурицијус је учествовао на 19. Светском првенству у атлетици на отвореном 2023. одржаном у Будимпешти од 19. до 27. августа деветнаести пут, односно, учествовао је на свим првенствима до данас. Репрезентацију Маурицијуса представљао је један атлетичар који се такмичио у трци на 110 метара препоне. , 
На овом првенству представник Маурицијуса није освојио ниједну медаљу јер није завршио трку.

## Учесници
Мушкарци : 
- Џереми Ларародеуз — 110 м препоне

## Резултати

### Мушкарци
| Атлетичар         | Дисциплина    | Лични рекорд | Квалификације     | Квалификације     | Полуфинале           | Полуфинале           | Финале               | Финале               | Детаљи |
| Атлетичар         | Дисциплина    | Лични рекорд | Резултат          | Место             | Резултат             | Место                | Резултат             | Место                | Детаљи |
| ----------------- | ------------- | ------------ | ----------------- | ----------------- | -------------------- | -------------------- | -------------------- | -------------------- | ------ |
| Џереми Ларародеуз | 110 м препоне | 13,54        | Није завршио трку | Није завршио трку | Није се квалификовао | Није се квалификовао | Није се квалификовао | Није се квалификовао |        |